# Microsoft Flight Simulator X
Microsoft Flight Simulator X (bedre kendt i spillerkredse som FSX) udkom den 3. oktober 2006 i USA, og den 13. oktober 2006 i Europa. Microsoft udsendte forinden en demo af spillet, som kan hentes på hjemmesiden. I maj 2007 blev en såkaldt Service Pack udgivet, normalt omtalt som "SP1". Denne større opdatering rettede blandt andet ydelsesproblemer og fejl i spillet. Senere blev der udgivet en Service Pack 2.
| computerspil | Spire Denne computerspilsrelaterede artikel er en spire som bør udbygges. Du er velkommen til at hjælpe Wikipedia ved at udvide den. |